# 中国龙龟属
中国龙龟属（学名：Sinosaurosphargis）是一种已灭绝的龙龟类海生爬行动物，生活于中三叠世， 其化石产自中国云南罗平县与贵州盘县的关岭组海相灰岩，模式种为云贵中国龙龟（Sinosaurosphargis yunguiensis）。其最显著的特征为头骨上颞孔封闭而下颞孔则完全开放，这一特征在水生爬行动物中十分罕见。
中国龙龟与欧洲西特提斯动物群中发现的龙龟属（Saurosphargis）与真龙龟属（Eusaurosphargis）有着相近的结构特征与亲缘关系。